# Peugeot type 1524
Le Peugeot type 1524 est un modèle de camion fabriqué par Peugeot pendant la Première Guerre mondiale.

## Historique
En 1914, Peugeot lance le Peugeot type 1504 à transmission par cardan, de 3 t de charge utile. Ce modèle est remplacé en 1916 par le type 1524 assez similaire (même moteur, même empattement, mêmes performances) mais avec une carrosserie différente (et des bandages de roues plus larges).
La production cesse en 1920 après 482 exemplaires exemplaires.

## Conception
Le type 1524 est équipé d'un moteur à essence Peugeot IM, à quatre cylindres 90 × 150 mm. Son régime maximum est de 1 400 tr/min et il développe une puissance fiscale de 17 HP.
La vitesse maximale est d'environ 25 à 30 km/h mais les vibrations induites par les roues à bandage ne permettent pas de dépasser 25 km/h sans provoquer une usure rapide du châssis.
L'empattement est de 3,9 m et le plateau arrière est long de 4,3 m. Le poids à vide est de 3,225 t et la charge utile est de 3 t. Le camion dispose d'un dispositif d'arrêt placé derrière les roues arrière.